# 弗兰克·索撒尔
弗兰克·索撒尔（英語：Frank Southall，1904年7月2日—1964年3月1日），英国男子自行车运动员。他曾代表英国参加1928年和1932年夏季奥林匹克运动会自行车比赛，获得二枚银牌和一枚铜牌。